# Josip Pelikan
Josip Pelikan, slovenski fotograf češkega rodu, * 9. december 1885, Trbiž, Avstro-Ogrska, † 18. junij 1977, Celje.

## Življenje in delo
V Pelikanovi družini so bili skozi tri rodove fotografi. Starša sta bila po rodu Čeha. S fotografijo sta pričela v Pragi, ki je takrat veljala za fotografsko zelo razvito mesto. Odselila sta se v Trbiž, kjer je bilo takrat prosto mesto za fotografsko obrt. Tu se je mladi Josip pri očetu Antonu naučil fotografske abecede. Po materini smrti leta 1892 in očetovi ponovni poroki se je družina 1894 preselila v Idrijo, sin pa se je začel podrobneje seznanjati z očetovo umetnostjo fotografije, ki ni zajemala le tehnike s suhimi, tovarniško narejenimi, ampak tudi z doma izdelanimi, mokrimi fotografskimi ploščami (kolodijski proces), ki so dajale fotografiji lepše tone. V letih 1905−1908 je znanje obogatil še pri vrhunskih mojstrih fotografije v Gradcu, na Dunaju in Pragi. Po odsluženi vojaščini je na sokolskem nastopu v Brežicah spoznal dekle, s katerim se je leta 1910 poročil in v Brežicah osnoval skromen fotografski atelje. Istega leta je v Idriji pripravil samostojno fotografsko razstavo, in tu se je začela njegova uspešna kariera. Že dve leti kasneje si je v Idriji postavil novo hišo z ateljejem in se osamosvojil. Med 1. svetovno vojno je bil mobiliziran, po končani vojni se je vrnil v Idrijo, toda zaradi nesoglasij s fašisti se je preko državne meje preselil v Kraljevino Srbov, Hrvatov in Slovencev, najprej v Žiri, od tam pa v Osijek. Po neuspešnem začetku v Osijeku je nekaj mesecev delal v Brežicah, leta 1920 pa se je za stalno naselil v Celje, v hišo prof. Jarca, kateri se je z dvoriščne strani držal stekleni atelje bivšega celjskega fotografa Johanna Martina Lenza. Hišo z ateljejem je odkupil in tako je Celje postalo središče njegove fotografske ustvarjalnosti vse do smrti.
Že 4. maja 1910 so mu izstavili fotografsko obrtno dovoljenje in tako je 67 let opravljal vlogo vizualnega spomina svojega okolja, večino tega časa v Celju, sredi 20-tih let 20. stoletja je svojo dejavnost razširil še v Rogaško Slatino, Dobrno in Rimske Toplice. Izobrazil je številne odlične fotografe, njegov obsežen fotografski opus pa zajema vse pomembnejše dogodke njegovega časa; dve svetovni vojni, rojstvo in propad držav in druge dogodke, v mirnejših časih pa se je velikokrat posvetil lepotam narave – zlasti planinskega sveta. Ustvaril je portrete uglednih kulturnih delavcev, njegovi motivi so izhajali kot razglednice in kot reprodukcije v knjigah in revijah. Pelikan je tudi  začetnik industrijske in reklamne fotografije na Slovenskem. Njegova obsežna fotografska zapuščina, ki jo po delih hranijo številne celjske ustanove, predvsem pa Muzej novejše zgodovine Celje, predstavlja pravo legendo celjske fotografije in slovi po izredni kvaliteti. Pelikanov atelje je edini v celoti ohranjen v Sloveniji. Je muzejsko urejen in v njem je mogoče še naročiti klasično fotografiranje ob posebnih priložnostih.